# ام‌وی کمبریا (۱۹۴۹)
ام‌وی کمبریا (۱۹۴۹) (به انگلیسی: MV Cambria (1949)) یک کشتی است که طول آن ۳۷۹٫۵ فوت (۱۱۵٫۷ متر) می‌باشد. این کشتی در سال ۱۹۴۹ ساخته شد.